# Lepidoscia protorna
Lepidoscia protorna is een vlinder uit de familie van de zakjesdragers (Psychidae). De wetenschappelijke naam van deze soort is voor het eerst voorgesteld als Xysmatodoma protorna door Edward Meyrick in een publicatie uit 1893. De spanwijdte van het mannetje bedraagt ongeveer 2 centimeter.
De soort komt voor in Australië en Nieuw-Zeeland.